# Unterwinterbach (Vestenbergsgreuth)
Unterwinterbach ist ein Gemeindeteil des Marktes Vestenbergsgreuth im Landkreis Erlangen-Höchstadt (Mittelfranken, Bayern). Unterwinterbach liegt in der Gemarkung Frimmersdorf.

## Geografie
Das Dorf liegt am Weiherlendgraben, der östlich des Ortes die Fetzeldorfer Weiher speist und als linker Zufluss in die Kleine Weisach mündet. Im Nordwesten liegt das Waldgebiet Höfisches Holz, im Westen befindet sich das Flurgebiet Rosenleite und der Kleine Winterbachwald. Die Kreisstraße ERH 18 verläuft nach Frimmersdorf (1,3 km südwestlich) bzw. an Lonnerstadt vorbei zur Bundesstraße 470 (3,6 km südöstlich). Eine Gemeindeverbindungsstraße verläuft zur Kreisstraße ERH 22 bei Ailsbach (0,8 km nordöstlich).

## Geschichte
Lehnsherr im Ort war das Hochstift Bamberg. Ab dem 12. Jahrhundert hatte das Kloster Michelsberg grundherrschaftliche Ansprüche. 1217 schenkte Bischof Ekbert dem Kloster Vogteirechte für einen Jahrtag. Zu Beginn des 14. Jahrhunderts war auch Konrad von Pahres Lehnsherr. Er hatte im Ort einen Hof als Burghutlehen inne. In der Nachfolge der Herren von Pahres hatten wahrscheinlich die Herren von Egloffstein die Lehnsherrschaft übernommen. 1510 erwarb Silvester von Schaumberg Lehen zu Unterwinterbach.
Gegen Ende des 18. Jahrhunderts gab es in Unterwinterbach 9 Anwesen und ein Gemeindehirtenhaus. Das Hochgericht wurde teils vom bambergischen Centamt Höchstadt, teils vom Castellschen Amt Burghaslach ausgeübt. Die Dorf- und Gemeindeherrschaft hatte das Kastenamt Wachenroth. Grundherren waren das Hochstift Bamberg (Kastenamt Höchstadt: 1 Sölde; Kastenamt Wachenroth: 1 Hof), Brandenburg-Bayreuth (Kasten- und Jurisdiktionsamt Dachsbach: 2 Halbhöfe; Klosteramt Frauenaurach: 1 Gut), die Reichsstadt Nürnberg (Spitalamt: 2 Höfe) und die Schönborn’sche Herrschaft Pommersfelden (1 Hof). Die Dorf- und Gemeindeherrschaft wurde ganerblich ausgeübt.
Im Rahmen des Gemeindeedikts wurde 1808 der Steuerdistrikt Unterwinterbach gebildet, zu dem Buchfeld, Frimmersdorf, Warmersdorf und Weickersdorf gehörten. 1818 wurde die Ruralgemeinde Frimmersdorf gebildet, zu der Unterwinterbach gehörte. Ein Anwesen unterstand in der freiwilligen Gerichtsbarkeit dem Patrimonialgericht Pommersfelden (1827–1848).
Seit 1876 gab es im Ort eine Schule, die nach 1960 aufgelöst wurde.
Am 1. Januar 1974 wurde Unterwinterbach im Zuge der Gebietsreform in den Markt Vestenbergsgreuth eingegliedert.

### Baudenkmäler
- Haus Nr. 9: Tür
- Haus Nr. 12: Satteldachbau

### Einwohnerentwicklung
| Jahr      | 001819 | 001861 | 001871 | 001885 | 001900 | 001925 | 001950 | 001961 | 001970 | 001987 | 002020 |
| Einwohner | 78     | 72     | 75     | 74     | 70     | 66     | 109    | 70     | 67     | 51     | 79     |
| Häuser    |        |        |        | 14     | 13     | 12     | 11     | 14     |        | 14     |        |
| Quelle    | [ 9 ]  | [ 10 ] | [ 11 ] | [ 12 ] | [ 13 ] | [ 14 ] | [ 15 ] | [ 16 ] | [ 17 ] | [ 18 ] | [ 1 ]  |

## Religion
Der Ort ist seit der Reformation evangelisch-lutherisch geprägt und nach St. Oswald (Lonnerstadt) gepfarrt. Die Einwohner römisch-katholischer Konfession sind nach St. Georg (Höchstadt an der Aisch) gepfarrt.